# Jason Biggs
Jason Matthew Biggs (Pequannock, Nueva Jersey, 12 de mayo de 1978) es un actor estadounidense que alcanzó la fama con sus papeles de Jim Levenstein en la saga cómica American Pie y Larry Bloom en la serie Orange Is the New Black.

## Biografía
Biggs nació en Pompton Plains, Nueva Jersey, hijo de Angela, una enfermera, y Gary Biggs, un gerente de una compañía de envío. Creció en Hasbrouck Heights, Nueva Jersey, y asistió al Hasbrouck Heights High School. Biggs tuvo éxito en los deportes mientras estaba en la secundaria, en tenis y lucha libre. Ganó un título estatal en su último año y avanzó a las rondas finales en un torneo nacional.
Jason es constantemente comparado con el también actor Adam Sandler por su aspecto físico, incluso ha sido mencionado en algunas películas como American Pie: El reencuentro, ya que estos comparten rasgos físicos similares.
Biggs es de ascendencia inglesa e italiana por parte paterna y de ascendencia siciliana por parte materna. Es católico; ha mencionado en entrevistas que es a menudo elegido como un personaje judío, como lo fue en American Pie (otros ejemplos incluyen en Saving Silverman, Anything Else y Orange Is the New Black), aunque no es judío.
En enero de 2008, se comprometió con la actriz Jenny Mollen; y se casaron el 23 de abril de 2008. Vive en Los Ángeles, California.

## Carrera
Biggs empezó a actuar a los cinco años. En 1992, hizo su debut en televisión en la serie Drexell's Class. También hizo un especial de HBO, The Fotis Sevastakis Story, debido a los argumentos de concesión de licencias, nunca salió al aire. Ese mismo año, Biggs debutó en Broadway, en Conversations with My Father, que lo ayudó a participar en As the World Turns. Estuvo nominado por un premio al Mejor Actor Joven en una telenovela en los Premios Emmy por este papel.
Biggs asistió a la Universidad de Nueva York desde 1996 a 1997, pero poco después, regresó a seguir su carrera de actuación. Actuó en otra serie, Camp Stories en 1997. Luego protagonizó en American Pie, que fue un éxito internacional y tuvo cuatro secuelas (con Biggs), siendo la última entrega en el 2012 y cuatro spin offs (que no son protagonizadas por Biggs). Biggs ha aceptado papeles en películas como Loser en 2000, y otras. En 2004 y 2005, Biggs interpretó a un judío ortodoxo en Modern Orthodox, en Nueva York. En 2006, fue visto en el reality show de MTV Blowin’ Up, con Jamie Kennedy y Stu Stone.
Biggs aparece en la película Jay and Silent Bob Strike Back, con James Van Der Beek como Jay. Ha aparecido en otras películas, como Texas Rangers, Scary Movie y Over Her Dead Body.
Biggs retomó su papel como Jim Levenstein en American Pie: El reencuentro, lanzada el 6 de abril de 2012.
En el verano de 2012, Biggs aceptó un trabajo prestando su voz a Leonardo en Nickelodeon en Tortugas Ninja Adolescentes Mutantes. Dejó la serie durante su segunda temporada y fue reemplazado temporalmente por Dominic Catrambone. Seth Green asumió permanentemente el papel de Biggs a partir de la temporada 3, y el cambio de voz de Leonardo se explicó en el universo del programa, ya que se debió a que su garganta se lastimó en una batalla contra Shredder. 
Se anunció en septiembre de 2014 que Biggs protagonizaría en Broadway Las crónicas de Heidi. La obra se estrenó el 19 de marzo.
En diciembre de 2014, The Hollywood Reporter anunció que Biggs fue elegido para protagonizar la comedia Amateur Night. Biggs interpreta a un padre expectante bien intencionado que, sin saberlo, acepta un trabajo como chofer de prostitutas (Janet Montgomery, Ashley Tisdale) por Los Ángeles. Jenny Mollen, quien es la esposa de Biggs en la vida real, aparece como su esposa en la película.
En 2023, Biggs interpretó a Rob Sanders en la película de temática navideña de Netflix Mejor Navidad ¡Imposible!  junto a Brandy, Heather Graham y Matt Cedeño.
En 2024, Biggs fue coanfitrión del Blue Ribbon Baking Championship de Netflix con Sandra Lee, cuando la película American Pie cumplió 25 años.

## Actuación

### Filmografía

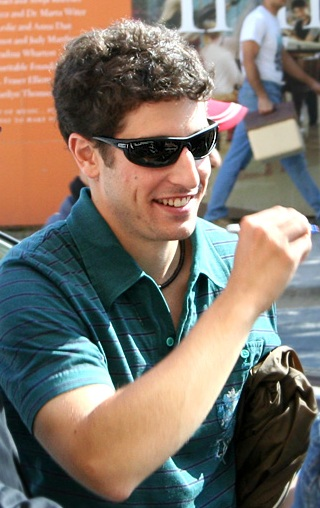
Biggs en 2006

| Año       | Película                           | Personaje          | Observaciones                                |
| --------- | ---------------------------------- | ------------------ | -------------------------------------------- |
| 1991      | Mike Mulligan and His Steam Shovel | Chico              |                                              |
| 1991      | The Boy Who Cried Bitch            | Robert             |                                              |
| 1991-1992 | Drexell's Class                    | Willie Trancas     | Regular. 14 episodios                        |
| 1994-1995 | As the World Turns                 | Pete Wendall       |                                              |
| 1997      | Camp Stories                       | Abby               |                                              |
| 1997      | Total Security                     | Robbie Rosenfeld   | 7 episodios                                  |
| 1999      | American Pie                       | Jim Levenstein     |                                              |
| 2000      | Boys and Girls                     | Hunter/Steve       |                                              |
| 2000      | Loser                              | Paul Tannek        |                                              |
| 2001      | Saving Silverman                   | Darren Silverman   |                                              |
| 2001      | American Pie 2                     | Jim Levenstein     |                                              |
| 2001      | Jay and Silent Bob Strike Back     | Él mismo           | Cameo                                        |
| 2001      | Prozac Nation                      | Rafe               |                                              |
| 2002      | Off Centre                         | Rick Steve         | 1 episodio: 'The Good, the Bad and the Lazy' |
| 2003      | American Wedding                   | Jim Levenstein     |                                              |
| 2003      | Anything Else                      | Jerry Falk         |                                              |
| 2004      | Jersey Girl                        | Arthur Brickman    |                                              |
| 2004      | Frasier                            | Dr. Hauck          | 1 episodio: 'Goodnight, Seattle: Part 2'     |
| 2005      | Guy X                              | Cabo Rudy Spruance |                                              |
| 2005      | Will & Grace                       | Baby Glenn         | 1 episodio: 'The Hole Truth'                 |
| 2006      | Farce of the Penguins              |                    | Directamente a DVD                           |
| 2006      | Eight Below                        | Charlie Cooper     |                                              |
| 2006      | Blowin' Up                         | Él mismo           | TV                                           |
| 2006      | Wedding Daze                       | Anderson           |                                              |
| 2007      | I'm in Hell                        | Nick               |                                              |
| 2007      | The Glitch                         | Alan               |                                              |
| 2008      | Over Her Dead Body                 | Dan                |                                              |
| 2008      | My Best Friend's Girl              | Dustin             |                                              |
| 2008      | Lower Learning                     | Tom Willoman       |                                              |
| 2009      | Happiness Isn't Everything         | Jason Hamburger    | Piloto de CBS                                |
| 2009      | Kidnapping Caitlynn                | Max                | Cortometraje                                 |
| 2010      | The Third Rule                     | Don                | Cortometraje                                 |
| 2011      | Mad Love                           | Ben Parr           | Serie de CBS                                 |
| 2011      | Grassroots                         | Phil               |                                              |
| 2012      | American Pie: El reencuentro       | Jim Levenstein     |                                              |
| 2013-2019 | Orange Is the New Black            | Larry Bloom        | Netflix original series                      |
| 2016      | Amateur Night                      | Guy Carter         |                                              |
| 2017      | Angry Angel                        | Jason Biggs        | TV Movie                                     |
| 2018      | Dear Dictator                      | Mr. Spines         |                                              |
| 2023      | Mejor Navidad ¡Imposible!          | Rob Sanders        |                                              |